# あけみみう
あけみ みう（1994年9月7日 - ）は、日本の女優。実業家。元AV女優。元マインズ所属。

## 略歴・人物
2016年にAVデビュー。2018年7月、公開オーディションを勝ち抜きアダルト玩具メーカーA-ONE、大人のおもちゃデパート・m'sが手を組むアイドルグループ「Make it！」（のちに#メイキットへ改名）メンバーとなる。10月20日より定期ライブを新宿LEFKADAで開始した。
「くびれ巨尻コンテストfinal」にエントリーしたこともあり、くびれからお尻にかけてのラインを武器としている。2019年9月からはコスプレ系モデル、メイドバー支配人、“みゅーたん（と）”としても活動する。2019年11月には「make♡」を事務所有志で結成し（メンバーは松本菜奈実、熊野あゆ、あけみみう）、マインズフェスに出演した。
2021年2月4日、同月21日をもってのAV女優引退を発表。映画出演などの女優業は引き続き行う。2月21日、「おうちで#メイキットvol.8〜FINAL GIG〜」において#メイキットを卒業。
2021年6月17日、ピンク映画ベストテン2020において桃熊主演女優賞を受賞。
受賞のきっかけである『優しいおしおき』では、当初主演オファーに驚いたが、女性向けAVへの出演など演技に力を入れた矢先のことだったので、プライベートの予定をすべてキャンセルして撮影スケジュールを確保した。同年にはキネマ旬報に取材され、単独インタビューが掲載。2021年6月30日、関西のピンク映画賞であるぴんくりんく女優賞最優秀主演女優賞を受賞。
AV引退後はコスプレイヤー・みゅーたんととして活動。引き続きコンセプトバーの経営者としても活動を行い、2022年10月の同人頒布会「ゆるケット」ではエーワンモデルとして参加。

## 人物
趣味・特技は料理、テニス、コスプレ。

## 出演作品

### アダルトDVD
2016年
- お嬢様女子大生が憧れのマジックミラー号でAVデビュー しかも漫画ヲタクでAVヲタク 昔付き合っていた彼氏に仕込まれて真正中出し調教済み 物静かでお淑やかに見えるものの、エッチを語りだしたら止まらないド変態ドM女（12月8日、SODクリエイト）

2017年
- 私服がイケイケな白衣の天使 葉子さん（3月1日、ヤリマン伝説）
- 真・レズソープ（3月2日、サディスティックヴィレッジ）
- 「野外で生ケツひん剥いてチ◎ポ乞いしてろよw」羞恥露出命令でアヘトロ哀願するマゾ妻に強制中出し！！みう（24歳）（3月7日、山と空）
- 戦国ヒロイン紅虎（3月10日、GIGA）
- 昼下がりのOL 白濁ハメまわし調教（3月24日、First Star）
- 生中出し出張メイドリフレ Vol.001（11月3日、プレステージ）
- ロリロリヒロイン スクセラストライカー（11月10日、GIGA）
- 美少年ヒーロー絶体絶命！アクセルボーイVSダークウィング（12月22日、GIGA）

2018年
- 幼馴染のアイドルと学校でエッチしよっ Vol.001（4月6日、プレステージ）
- 独り暮らしの我が家に転がり込んできた家出少女に騎乗位で精子を吸い取られるまで  (6月7日、Mr.michiru)
- 地方発 東京女子大生ワケあり裏バイト Vol.001（7月13日、S級素人）
- 中出し町内会 都会育ちの妻が田舎でパコられ寝取られました (7月19日、ミセスの素顔/エマニエル)
- 手の指でマ○コを隠さないから穴へのヌキサシと淫汁ぐちゅぐちゅがよく見える！淫語かたりかけスティックローターオナニー 2（10月25日、アイエナジー）
- いつでも中出しさせてくれる僕だけの女子●生アイドル  (10月26日、ケイ・エム・プロデュース/宇宙企画)

2019年
- 濃厚接吻レズオフィス 先輩OLは新人女子社員に誘われて女同士の快楽に目覚めてしまう (2月21日、ヒビノ)
- 久しぶりに働き出したデカ尻義母はパンツスーツを着用！ピタパン尻から浮き出るパンティーラインに息子は我慢できず即挿入！旦那では体験したことがない豊満尻波打たせる激ピストンで何度も絶頂!3 (3月22日、V&R PRODUCE)
- いじめられるのが怖くて不良グループに大好きなお姉ちゃんを売りました。目の前で大量中出しされてるのに助けられない僕。 (4月19日、かぐや姫Pt/妄想族)
- 髪射 (4月20日、レイディックス)
- 感じる汁姦 (5月1日、中嶋興業)
- 「お義父さんの赤ちゃん妊娠する!」 制服姿の新しい娘が義父を母に隠れて射精管理! 何度も寸止めさせマ○コに連続大量中出し! 2（5月17日、V&R PRODUCE）
- 「私のパンチラ見たいんでしょ?」清楚な顔した新しい娘が挑発おねだり即ハメ!母に隠れて憧れの義父チ○ポでイキ乱れ!何度も中出し強要! (7月12日、V&R PRODUCE)

2020年
- やらせろ地味子 あけみみう、冬愛ことね（1月13日、あら、スケベ/妄想族）
- ルームシェア 今度こそ、運命だって信じたい（4月9日、SILK LABO）
- 妄想告白ブルマん娘 みう あけみみう（9月10日、フェチ娘）
- とあるヲタクの活動記録 11（10月1日、CP田園/妄想族）

2021年
- 母親に連れて来られた息子を痴女る 魔性☆美容室 「ボクのオチ○チン大きいね、お姉さん将来が楽しみだな」 美容師 みう あけみみう（2月28日、アキノリ）

## 出演

### テレビ
- パイパンスク水美少女が恥ずかしいリクエストにピチャピチャ応えるけしからん生放送（2017年7月27日、パラダイステレビ） - パイパンガール[14]
- 第2回クイズ おならで答えて！完全版～目指せ！海外旅行（2017年8月16日、パラダイステレビ）[15]
- 第3回クイズ おならで答えて！～目指せ！海外旅行（2018年3月3日、パラダイステレビ）[16]
- お茶にごす。（2021年11月、テレビ東京） - 船橋香奈役

### ウェブテレビ
- トイズハートプレゼンツ「ハートの部屋（仮）」（2019年1月18日、ニコニコ生放送）＊第４９回ゲスト[17][18]
- トイズハートプレゼンツ「とりあえずナマで！」（2019年4月6日、Youtube トイズハートチャンネル）＊第１２回ゲスト[19][20][21]
- 全裸監督（2019年8月全話配信、Netflix）8話

### 映画
- たわわな気持ち 全部やっちゃおう（2019年7月12日、オーピー映画） - 篠原カレン 役[22]
  - たわわな気持ち（2019年8月26日、オーピー映画）一般劇場編集版[23]
- 優しいおしおき おやすみ、ご主人様（2020年6月26日、オーピー映画） - ひなこ 役
- 月と寝る女 またぐらの面影（2020年12月18日、オーピー映画）- さくら 役
- たわわなときめき（2020年10月21日、オーピー映画）- 篠原カレン 役[24]
- 生つば美人妻　妄想で寝取られて（2021年2月12日、オーピー映画）- 劇中劇の人物 役
- 恋愛相談 おクチにできないお年頃（2021年3月26日、オーピー映画）- 初美 役
- 淫靡な女たち  イキたいとこでイク!（2021年4月9日、オーピー映画）- 彩菜 役
- 下ネタトリオ マドンナを狙え（2023年5月26日、オーピー映画）

### ウェブドラマ
- ザ・娼年倶楽部5 竿師が与える無限の快感と恍惚（2022年3月9日、シネマファスト）※みゅーたんと名義[25]

## インタビュー
- 激エロAV女優誕生秘話！最初はネコを被っていた？デビュー作からスーパーハードな内容になった理由は？▼泥酔イベントにおなら中継！？赤提灯とオチンチンが大好きな美女がドピュっと登場！【あけみみうロングインタビュー第１回】(2017年11月21日、ＤＭＭ　ＮＥＷＳ．Ｒ１８)[26]
- 性の目覚めは小学5年生・友達の家のウォシュレット！パパの電動歯ブラシを使ってオナニー「今考えたら歯磨きの時に匂いしそうですよね(笑)」▼天真爛漫なＳＥＸ年表を処女喪失(中１)からドドンと大公開！【あけみみうロングインタビュー第２回】(2017年12月12日、ＤＭＭ　ＮＥＷＳ．Ｒ１８)[27]
- AVデビュー前に一通り教わった！元カレは調教ボーイ！イラマ・縛り・潮吹きにナマ中出し…「セックスってこんなに幅が広いんだ」と感動。デビュー作を見た元カレから連絡が…▼授業中に教師とＨ！「ヘヘン、今先生とヤってきたんだぜ！と思いながら教室に戻りました」【あけみみうロングインタビュー第３回】(2018年1月3日、ＤＭＭ　ＮＥＷＳ．Ｒ１８)[28]
- 妹から衝撃の一言「ＡＶのサンプル動画を見たら声も動きもお姉ちゃんだった」どうしよう！？▼レズについて熱く潤んだ目で語る「男の人のクンニは舌の形がわかる。でも女の子は………」調教彼氏に開発され尽くしたカラダも、ＡＶ出演したら新発見だらけ！【激エロＡＶ女優あけみみうロングインタビュー最終回】(2018年1月6日、ＤＭＭ　ＮＥＷＳ．Ｒ１８)[29]
- 【AVアイドルグループMake it！メンバー あけみみうインタビュー】「初めておちんちんを見たときは『エイリアンかな』って思いました」「『やっぱりBLいい！』ってなってます」前編(2019年3月24日、デラべっぴんＲ)[30]
- 【AVアイドルグループMake it！メンバー あけみみうインタビュー】「生理以外の日は、ほとんど毎日してましたね（笑）」「VRの撮影は見ている人と、SEXしているようにできますから、好きなんです」後編(2019年3月25日、デラべっぴんＲ)[31]